# Curcuma neilgherrensis
Curcuma neilgherrensis là một loài thực vật có hoa trong họ Gừng. Loài này được Robert Wight vẽ hình minh họa năm 1853 nhưng không kèm theo bất kỳ mô tả nào.
Năm 1861, Nicol Alexander Dalzell và Alexander Gibson mô tả loài có ở Ram Ghaut (vùng Konkan/Concan, miền tây Ấn Độ) dưới danh pháp Curcuma angustifolia, với dẫn chiếu tới mô tả của William Roxburgh tại trang 31 quyển 1 sách Flora Indica. Mô tả cho C. angustifolia trong Flora Indica năm 1820 là sao chép lại mô tả loài này được Roxburgh công bố năm 1810, nhưng có thêm bổ sung của Nathaniel Wallich.
Năm 1890, John Gilbert Baker đưa ra mô tả cho C. neilgherrensis và xác định nó chính là C. angustifolia mà Dalzell và Gibson mô tả năm 1861, nhưng không phải là C. angustifolia của Roxburgh.

## Phân bố
Loài này có ở tây nam Ấn Độ. Theo Baker (1890) thì nó được tìm thấy tại Concan; tại Ram Ghaut (bang Maharashtra) và vùng duyên hải Malabar; phổ biến trên sườn tây nam của Nilghiris (dãy núi Nilgiri), ở cao độ 4.500-6.000 ft (1.370-1.830 m).
POWO cũng cho rằng nó có ở Myanmar và Lào, nhưng điều này có thể phát sinh từ nhầm lẫn khi cho rằng C. neilgherrensis là đồng nghĩa với C. angustifolia hoặc C. trichosantha.

## Mô tả
Lùn, thân rễ nhỏ, ruột trắng, lá hình mác màu lục nhạt có cuống ngắn, lá bắc mào màu hồng, các thùy tràng hoa hình trứng. Rất giống với C. angustifolia. Lá và cuống lá cùng nhau dài 12 inch (30 cm) hoặc hơn; phiến lá nhẵn nhụi mặt dưới, hẹp dần từ giữa tới cả hai đầu. Cành hoa bông thóc vào mùa xuân, dài 2-4 inch (5-10 cm), đường kính 1,5-2 inch (3,8-5 cm); lá bắc hoa màu xanh lục ánh vàng nhạt, dài 1-1,5 inch (2,5-3,8 cm). Hoa 1 inch (2,5 cm), màu vàng tươi; môi tròn, uốn xuống, có khía răng cưa.